# Westelijke smaragdhagedis
De westelijke smaragdhagedis (Lacerta bilineata) is een hagedis uit de familie echte hagedissen (Lacertidae).

## Naam en indeling
De wetenschappelijke naam van de soort werd voor het eerst voorgesteld door François Marie Daudin in 1802. De hagedis werd lange tijd als een ondersoort gezien van de oostelijke smaragdhagedis (Lacerta viridis). De soortaanduiding bilineata betekent vrij vertaald 'tweestrepig'; bi = twee en lineata = gestreept.

### Ondersoorten
Er worden twee ondersoorten erkend, die verschillen in het uiterlijk en het verspreidingsgebied. Het geslacht omvat de volgende soorten, met de auteur en het verspreidingsgebied.
| Naam                         | Auteur           | Verspreidingsgebied                 |
| ---------------------------- | ---------------- | ----------------------------------- |
| Lacerta bilineata bilineata  | Daudin, 1802     | De rest van het verspreidingsgebied |
| Lacerta bilineata chloronota | Rafinesque, 1810 | Italië (Sicilië)                    |

## Uiterlijke kenmerken
De hagedis heeft net als vele andere halsbandhagedissen een smaragdgroene kleur, de vrouwtjes zijn vaak minder felgekleurd. Mannetjes hebben een blauwe keel in de paartijd. De hagedis wordt ongeveer 30 tot 40 centimeter lang inclusief staart, die bijna twee derde van de totale lichaamslengte beslaat. Wat betreft voortplanting en levenswijze is de soort vergelijkbaar met de oostelijke smaragdhagedis.

## Verspreiding en habitat
De westelijke smaragdhagedis komt voor in het westelijke deel van zuidelijk Europa, rond het Middellandse Zeegebied en via Frankrijk en Spanje tot de Atlantische kust. De hagedis komt voor in de landen: Duitsland, Frankrijk, Italië, Kroatië, Monaco, Portugal, San Marino, Spanje en Zwitserland. In Zwitserland komt de hagedis alleen in het zuiden voor. In Duitsland is de soort alleen te vinden in een klein aantal sterk geïsoleerde populaties rond rivierdalen van de rivieren de Rijn, de Moezel en de Nahe. Ook in het Verenigd Koninkrijk komt de soort voor maar alleen op de Kanaaleilanden.
De westelijke smaragdhagedis is geïntroduceerd in de Verenigde Staten in de centraal gelegen staat Kansas.
De habitat bestaat uit vochtige en dichtbegroeide gebieden zoals grasland en bossen. Ook in door de mens aangepaste streken komt de hagedis voor zoals agrarische gebieden en wijngaarden.

## Beschermingsstatus
Door de internationale natuurbeschermingsorganisatie IUCN is de beschermingsstatus 'veilig' toegewezen (Least Concern of LC).

## Afbeeldingen

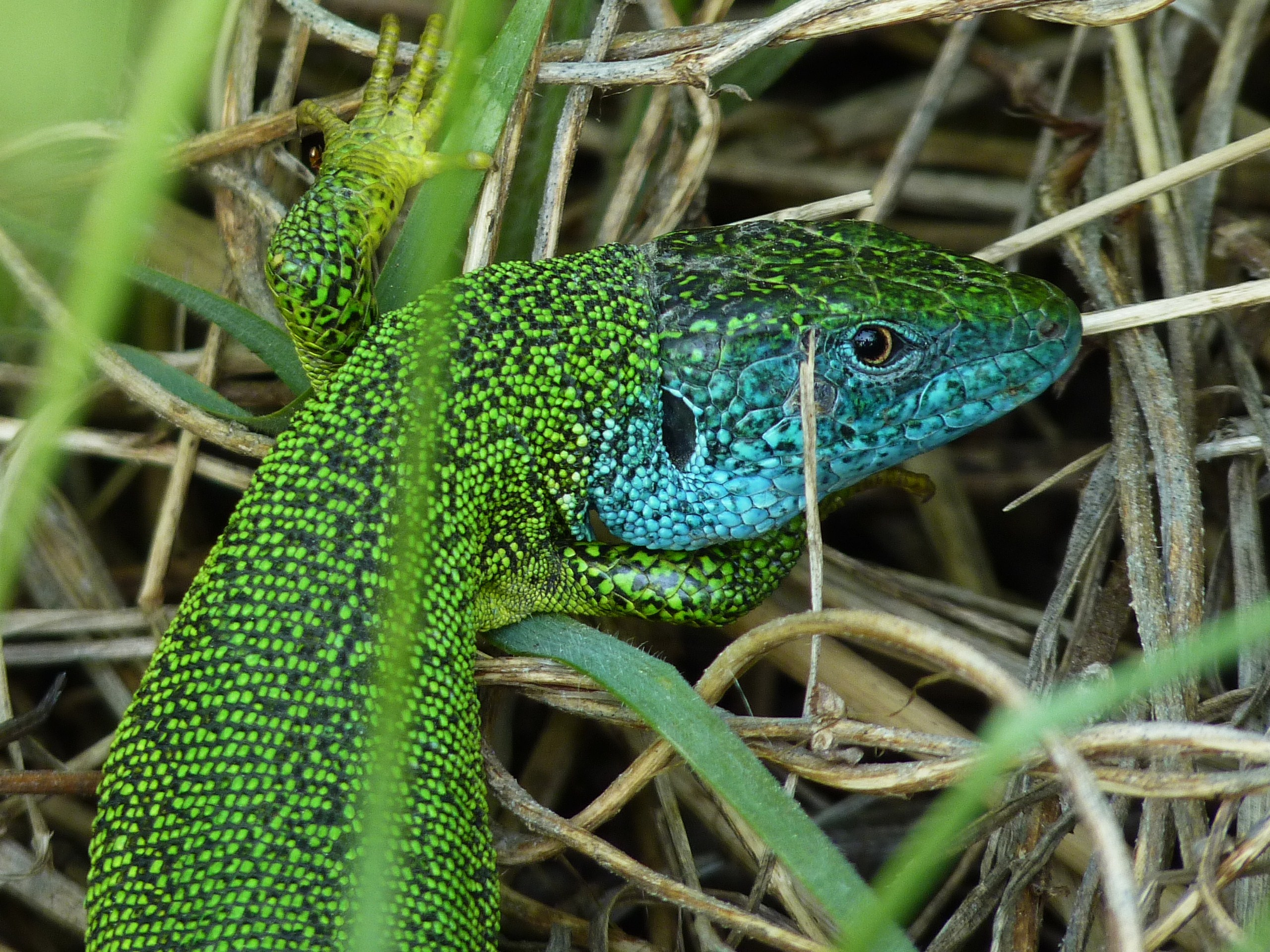
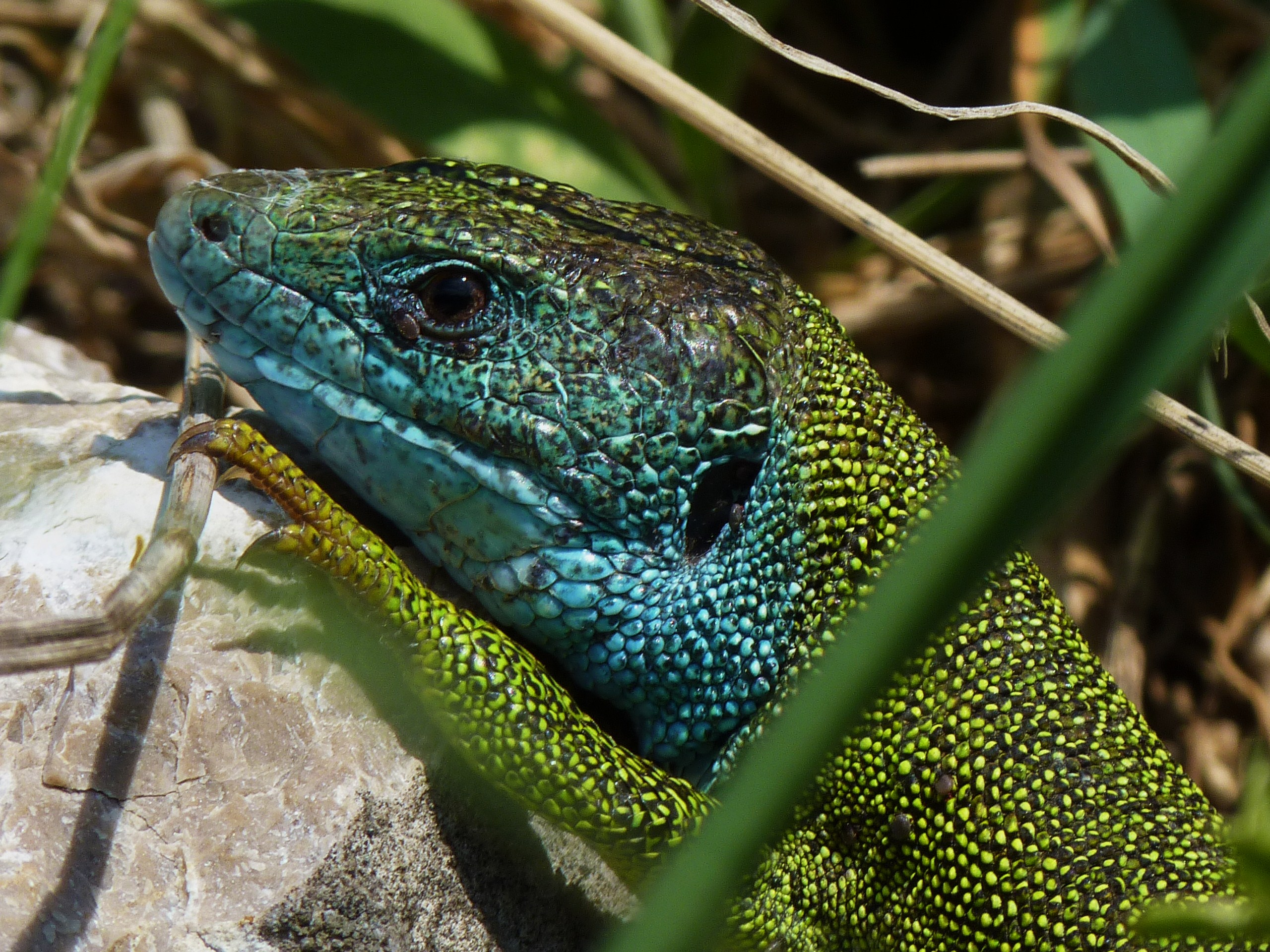
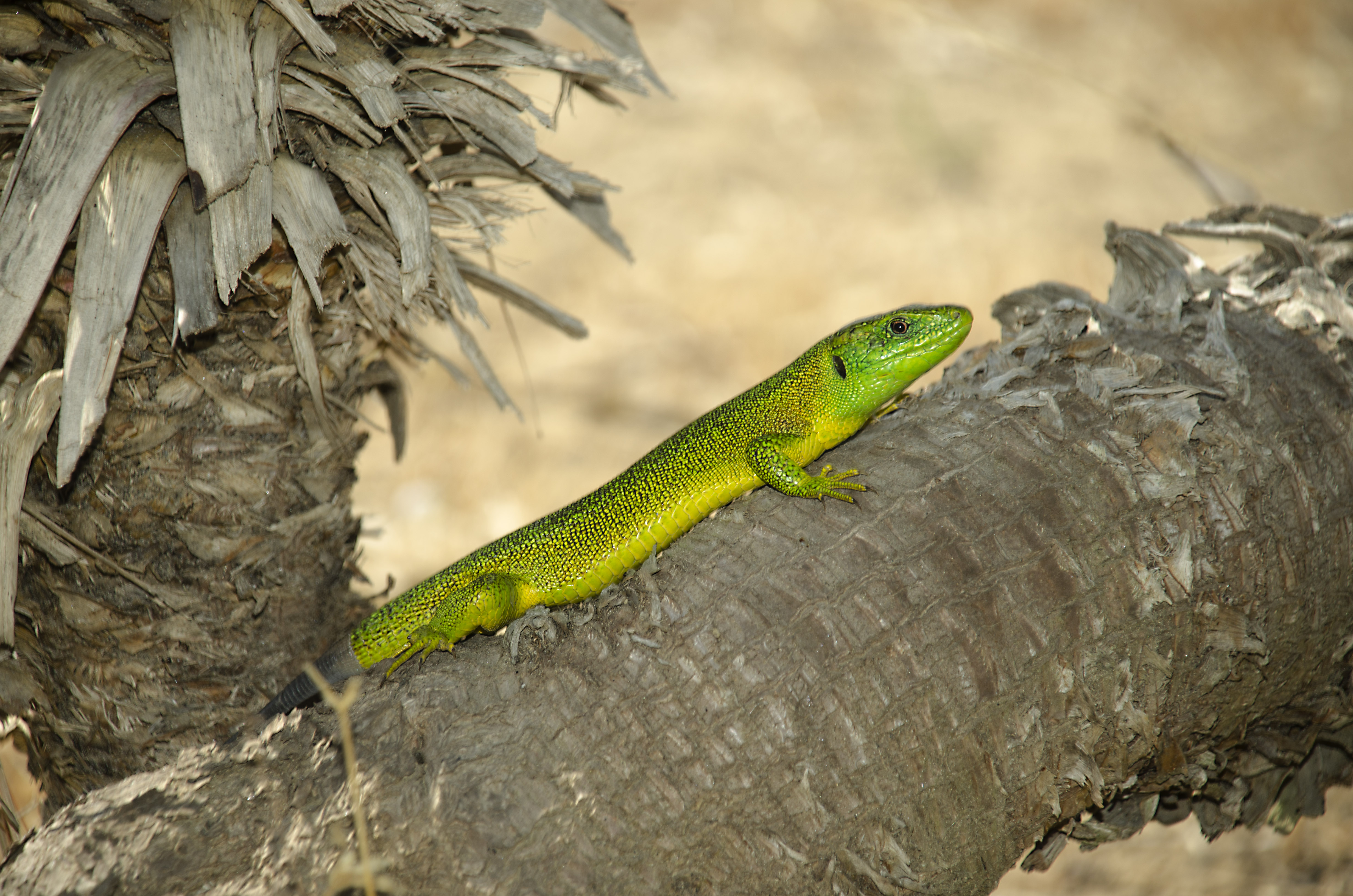